# Cyrnellus bifidus
Cyrnellus bifidus är en nattsländeart som beskrevs av Oliver S. Flint Jr. 1971. Cyrnellus bifidus ingår i släktet Cyrnellus och familjen fångstnätnattsländor. Inga underarter finns listade i Catalogue of Life.